# Eduard Knoblauch
Carl Heinrich Eduard Knoblauch, né le 25 septembre 1801 à Berlin et mort le 29 mai 1865 à Berlin, est un architecte allemand, de style historiciste et éclectique et auteur de plusieurs châteaux néogothiques.

## Biographie
Knoblauch étudie à l'académie d'architecture de Berlin dans la classe de Karl Friedrich Schinkel. Il est membre de l'union des architectes de Berlin de 1824 à 1862. Il est aussi l'auteur d'ouvrages sur l'architecture et publie le Zeitschrift für Bauwesen. Il voyage à travers l'Allemagne et aux Pays-Bas en 1828 et en 1829-1830 avec Friedrich August Stüler en France, en Italie et en Suisse. C'est le premier architecte privé de Berlin par importance, Karl Friedrich Schinkel étant l'architecte des demeures officielles et des commandes royales. Il est nommé à l'Académie royale prussienne des arts à Berlin en 1845. Il se marie en 1831 avec Julie Verhuven qui lui donne deux fils et quatre filles. Ses fils Edmund (de) (1841-1883) et Gustav (de) (1833-1916) et son petit-fils Arnold (de) (1879-1963) furent aussi des architectes berlinois.
Il est enterré à l'ancien cimetière Sainte-Marie-et-Saint-Nicolas de la porte de Prenzlau à Berlin.

## Œuvres principales

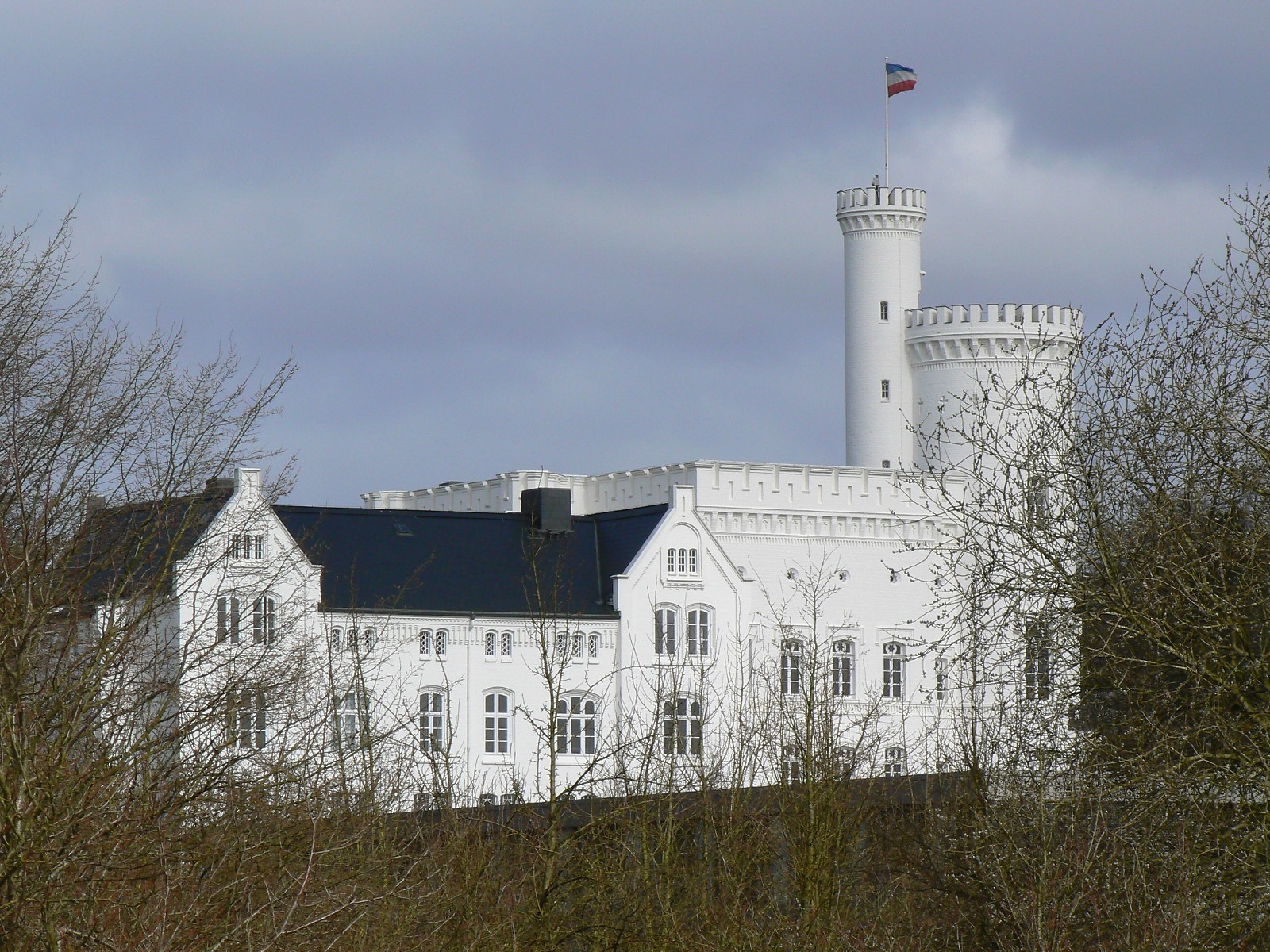
Château Blome

- 1840-1841 ambassade de Russie (détruite en 1945)
- 1842 château Blome à Selent
- 1843 château de Görlsdorf à Angermünde (détruit en 1945)
- 1844 opéra Kroll à Berlin, construit avec Ludwig Persius et Carl Ferdinand Langhans
- 1846-1850 château de Schlemmin
- 1848 château de Kröchlendorff à Nordwestuckermark
- 1856-1858 gare de Stettin à Berlin
- 1856-1858 château de Lanke
- 1859-1866 nouvelle synagogue de Berlin